# Mouvement révolutionnaire 14 Juin
 (août 2022).
La mise en forme du texte ne suit pas les recommandations de Wikipédia : il faut le « wikifier ».
Les points d'amélioration suivants sont les cas les plus fréquents. Le détail des points à revoir est peut-être précisé sur la page de discussion.
- Les titres sont pré-formatés par le logiciel. Ils ne sont ni en capitales, ni en gras.
- Le texte ne doit pas être écrit en capitales (les noms de famille non plus), ni en gras, ni en italique, ni en « petit »…
- Le gras n'est utilisé que pour surligner le titre de l'article dans l'introduction, une seule fois.
- L'italique est rarement utilisé : mots en langue étrangère, titres d'œuvres, noms de bateaux, etc.
- Les citations ne sont pas en italique mais en corps de texte normal. Elles sont entourées par des guillemets français : « et ».
- Les listes à puces sont à éviter, des paragraphes rédigés étant largement préférés. Les tableaux sont à réserver à la présentation de données structurées (résultats, etc.).
- Les appels de note de bas de page (petits chiffres en exposant, introduits par l'outil «  Source ») sont à placer entre la fin de phrase et le point final[comme ça].
- Les liens internes (vers d'autres articles de Wikipédia) sont à choisir avec parcimonie. Créez des liens vers des articles approfondissant le sujet. Les termes génériques sans rapport avec le sujet sont à éviter, ainsi que les répétitions de liens vers un même terme.
- Les liens externes sont à placer uniquement dans une section « Liens externes », à la fin de l'article. Ces liens sont à choisir avec parcimonie suivant les règles définies. Si un lien sert de source à l'article, son insertion dans le texte est à faire par les notes de bas de page.
- La présentation des références doit suivre les conventions bibliographiques. Il est recommandé d'utiliser les modèles {{Ouvrage}}, {{Chapitre}}, {{Article}}, {{Lien web}} et/ou {{Bibliographie}}. Le mode d'édition visuel peut mettre en forme automatiquement les références.
- Insérer une infobox (cadre d'informations à droite) n'est pas obligatoire pour parachever la mise en page.

Pour une aide détaillée, merci de consulter Aide:Wikification.
Si vous pensez que ces points ont été résolus, vous pouvez retirer ce bandeau et améliorer la mise en forme d'un autre article.
 (février 2021).
Si vous disposez d'ouvrages ou d'articles de référence ou si vous connaissez des sites web de qualité traitant du thème abordé ici, merci de compléter l'article en donnant les références utiles à sa vérifiabilité et en les liant à la section « Notes et références ».
Le Mouvement Révolutionnaire 14 Juin, aussi connu sous le nom de Groupement Politique 14 Juin, abrégé 14J (et 1J4) était un mouvement guérillero d'extrême gauche[précision nécessaire] en République Dominicaine qui luttait contre la dictature de Rafael Leónidas Trujillo. Dirigé par Manolo Tavárez Justo et Minerva Mirabal, le mouvement couvrait, à son apogée, la majeure partie du territoire dominicain avec quelque 300 militaires[Combien ?].

## Origine du nom
Le mouvement doit son nom aux personnes tombées au cours de l'expédition libertaire en provenance de Cuba du 14 juin 1959.

## Historique

### Genèse du mouvement
Le 14 juin 1959, des troupes du Mouvement de Libération Dominicaine débarquèrent dans plusieurs villages du nord de la République Dominicaine sous la direction du commandant Enrique Jiménez Moya.  Les troupes étaient essentiellement composées de dominicains réfugiés à Cuba pour s'entraîner à la guerre de guérillas. Ils auraient bénéficié du soutien[Lequel ?] de Fidel Castro. 
Cette insurrection armée fut matée par l'Armée et la Force Aérienne aux ordres de Trujillo.
Un homme, appelé Pipe Faxas Chant, était le secrétaire général du dictateur et Leandro Guzmán était le trésorier. Peu de temps après l'échec de l'insurrection, le Mouvement de Libération Dominicaine organisa autres conspirations, jusqu'au début des années 1960.

### Transition
En 1960, des discussions sont entamées pour créer un mouvement qui regroupe et consolide tous les groupes antitrujillistas qui existaient. Il a été décidé de fonder une organisation révolutionnaire du nom de Mouvement Révolutionnaire 14 Juin, en hommage aux Dominicains de la "Gesta de Constanza, Maimón et Estero Hondo", desquels ils adoptèrent également le "Programme Minime".
Au cours de janvier, des membres furent tués, d'autres torturés ou arrêtés. Tavárez fut détenu dans la prison "40" avant d'être transféré à la prison de Puerto Plata. Le déplacement à Puerto Plata Argent avait pour objectif d'obliger les sœurs Mirabal, toutes deux mariées à des prisonniers, à voyager constamment vers cette ville, et à utiliser la dangereuse route qui traversait les montagnes. Ceci permit au régime de commettre un crime : les trois sœurs furent assassinées tandis qu'elles rentraient de Puerto Plata.
La cruelle répression menée contre les membres du 14J a produit un sentiment d'indignation généralisé au sein de la population dominicaine, augmentant significativement le nombre de mécontents du régime.

### Sortie de la clandestinité et conversion
Le 8 juillet 1960 le 14J annonce sa sortie de l'ombre et sa reconversion en parti. Le 30 juillet est organisée l'Assemblée Constitutive avec des délégués de tout le pays.

### Actions de 1963
Le 14J devint alors la troisième force politique et la principale organisation anti-impérialiste. A travers son leader, Manuel Aurelio Tavárez Justo (aussi connu sous le nom de "Manolo"), elle avait alerté le président Juan Bosch sur la possibilité d'un putsch contre lui soutenu par l'Église, la bourgeoisie, les militaires et l'ambassade des États-Unis. A Saint-Domingue, il affirma : "S'ils rendent impossible la lutte pacifique du peuple, le "14 juin" sait très bien où ils sont les montagnes escarpées de Quisqueya; et vers elles…vers elles nous irons, en suivant l'exemple et pour réaliser l'oeuvre des Héros de juin 1959, et dans ces montagnes nous maintiendrons allumée la torche de la liberté, l'esprit de la Révolution… Parce qu'il ne nous restera pas, alors, d'autre alternative, que celle de la Liberté ou la Mort!"
Après le coup d'Etat du 25 septembre 1963 et un triumvirat présidé par Emilio de los Santos, le Mouvement Révolutionnaire “14 juin”, mit en marche une insurrection la nuit du 28 septembre, avec 6 fronts guérilleros, qui avait pour revendications le retour à l'ordre institutionnel et le remplacement de la Constitution de 1963.
Sur le plus important des fronts, situé à Las Manaclas, se trouvait Manolo Tavárez Justo, qui était alors le commandant général de la guérilla.
Avec une faible et pauvre préparation aussi bien physique que militaire, associée à un environnement politique national dominé par la droite et avec une résistance urbaine rare et inefficace, le mouvement insurgé s'est vite épuisé, au bout de 21 jours 4 et 6 fronts étaient desmembrados avec l'aggravant, ainsi que se consigne dans le Quotidien de la Guérilla des Manaclas, de que plus de la moitié des membres du principal front guérillero étaient au bord de l'effondrement ou capturés. Vingt-neuf hommes perdirent la vie, et Manolo Tavárez Justo fut capturé vivant puis  fusillé, malgré les garanties données.
L'exécution de Tavárez Justo provoqua la démission du président Santos, et inspira la lutte contre ceux qui avaient effectué le putsch en 1963.

### Participation en 1965
Son leader capturé et fusillé à las Manaclas après que le foyer guérillero qu'il dirigeait a échoué, les autres prisonniers et exiliés, le 14J enregistrait une critique situation interne qui le menaçait de perdre sa position d'organisation de masse.
Le 14J, encore avec sa crise interne, s'est intégré à la lutte dans la Guerre civile dominicaine de 1965 qu'organisa et dirigea le Parti Révolutionnaire Dominicain avec José Francisco Peña Gómez à sa tête ; à partir du 25 avril, lorsque son Comité Central Provisoire prit la décision de développer le mouvement armé.
Son influence politique était telle qu'il parvint même à diriger la majeure partie des Commandos de résistance face aux troupes nord-américaines à Saint-Domingue, forme d'organisation armée que se donna le peuple pour faire face à la contre-révolution criolla et étrangère.
Les membres du 14J ont activement pris part, aux côtés du peuple, des militaires constitutionnalistes, du Parti Révolutionnaire Dominicain (PRD), du Parti Socialiste Populaire (PSP) et du Mouvement Populaire Dominicain (MPD), aux principaux événements militaires survenus pendant la Révolution d'Avril, dans la bataille du Pont Duarte, dans l'Opération Nettoyage de la zone nord de Saint-Domingue dirigée par la contrerévolution, dans les combats anti-yankees du 15 et du 16 juin ou encore dans la tentative d'assaut au Palais National où mourront, entre autres, le colonel Fernández Domínguez, alors leader du Mouvement Révolutionnaire “14 juin”, Juan Miguel Román, et d'autres dirigeants importants tels qu'Euclide Morillo.

### Dissolution
Le soulèvement d'avril 1965 terminé, la crise du 14J s'est accentuée. Il se disait que son rôle était déjà arrivé à son terme. Cette crise se terminera avec sa désintégration comme organisation politique en 1968.